# 씨앤씨인터내셔널
씨앤씨인터내셔널(C&C International)는 화장품 전문 ODM 기업이다. 즉 자신의 브랜드로 화장품을 판매하는 것이 아닌, 고객사의 브랜드로 판매할 화장품을 제조하는 회사이다. 본사는 경기도 화성시 삼성1로5길 39에 위치해 있으며 대표이사는 배은철이다.

## 고객사
아모레퍼시픽, 클리오 (기업)

## 상장
2021년 5월 17일에 주관사를 NH투자증권, 삼성증권, 대신증권으로 공모가 47,500원(희망 공모가밴드 3만5,000원~4만7,500원에 코스닥 시장에 상장하였다.

## 같이 보기
- 코스맥스
- 한국콜마

## 참고문헌
1. ↑  장원수, “씨앤씨인터내셔널, 하반기는 해외가 확대되는 모습일 것”, 엑설런스코리아, 2024.06.26
2. ↑  씨앤씨인터내셔널, 성장 모멘텀 불변 "지금은 매수할 때", 코신코레아, 2023.10.17
3. ↑  씨앤씨인터내셔널...LVMH·로레알도 반한 색조 화장품 명가?[영업이익 강소기업, 매일경제, 2023-01-06]
4. ↑  하나증권 “씨앤씨인터내셔널 주가 하락 과도, 3분기 부진은 외형 확대 과정", 비지니스포스트, 2023-10-16